# Ismael Tajouri-Shradi
Ismael Tajouri-Shradi (Berna, Suiza, 28 de marzo de 1994) es un futbolista libio que juega de mediocampista y su equipo es el Asswehly S. C. de la Liga Premier de Libia.

## Clubes
Actualizado al último partido disputado el 8 de octubre de 2023.
| Club                            | País           | Año       | Partidos | Goles |
| ------------------------------- | -------------- | --------- | -------- | ----- |
| F. K. Austria Viena II          | Austria        | 2011-2016 | 50       | 11    |
| FK Austria Viena                | Austria        | 2013-2018 | 75       | 11    |
| S. C. Rheindorf Altach (cedido) | Austria        | 2014-2015 | 46       | 9     |
| S. C. Rheindorf Altach (cedido) | Austria        | 2015-2016 | 21       | 1     |
| New York City F. C.             | Estados Unidos | 2018-2021 | 98       | 29    |
| Los Angeles F. C.               | Estados Unidos | 2022      | 6        | 2     |
| New England Revolution          | Estados Unidos | 2022      | 0        | 0     |
| A. C. Omonia Nicosia            | Chipre         | 2023      | 14       | 1     |
| Minnesota United F. C.          | Estados Unidos | 2023      | 11       | 1     |
| Asswehly S. C.                  | Libia          | 2024-     |          |       |

## Palmarés

### Títulos nacionales
| Título         | Club                 | País           | Año  |
| -------------- | -------------------- | -------------- | ---- |
| MLS Cup        | New York City F. C.  | Estados Unidos | 2021 |
| Copa de Chipre | A. C. Omonia Nicosia | Chipre         | 2023 |